# Dioptoma adamsii
Dioptoma adamsii är en skalbaggsart som beskrevs av Francis Polkinghorne Pascoe 1860. Dioptoma adamsii ingår i släktet Dioptoma och familjen Rhagophthalmidae. Inga underarter finns listade i Catalogue of Life.